# 大栄パーキングエリア
大栄パーキングエリア（たいえいパーキングエリア）は、千葉県成田市吉岡にある東関東自動車道のパーキングエリアである。

## 施設

### 上り線（市川方面）
- 管理：ネクスコ東日本エリアトラクト[1]
- 運営：セブン-イレブン・ジャパン[2]
- 駐車場[2]
  - 大型：28台
  - 小型：34台
  - 身障者用
    - 小型：1台
- トイレ[2]
  - 男性：大4（和式0・洋式4）・小10
  - 女性：12（和式5・洋式7）
    - 同伴の男児用：1

  - 身障者用：1
- 生活・暮らし[2]
  - コンビニエンスストア「セブン-イレブン」 （24時間[3]）
    - ATM「セブン銀行」（24時間）

  - E-NEXCO Wi-Fi SPOT（24時間）
- 喫煙所[2]
- 自動体外式除細動器（AED）[2]
- ウォークインゲート[2]
- ハイウェイスタンプ[2]

### 下り線（潮来方面）
- 管理：ネクスコ東日本エリアトラクト[1]
- 運営：セブン-イレブン・ジャパン[4]
- 駐車場[4]
  - 大型：28台
  - 小型：31台
  - 身障者用
    - 小型：1台
- トイレ[4]
  - 男性：大4（和式0・洋式4）・小10
  - 女性：12（和式5・洋式7）
    - 同伴の男児用：1

  - 身障者用：1
- 生活・暮らし[4]

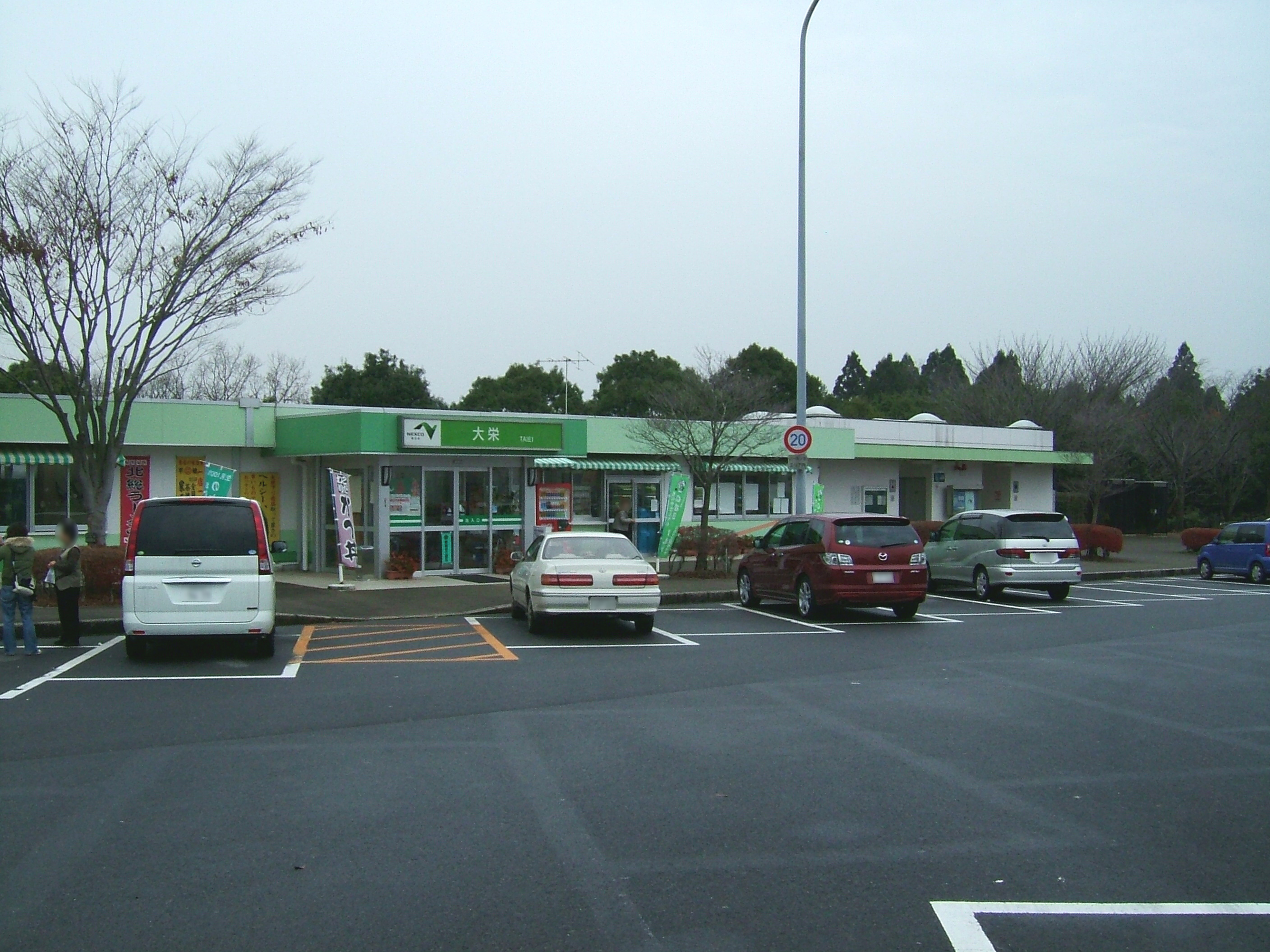
下り線（2014月8月のリニューアル前）

  - コンビニエンスストア「セブン-イレブン」 （24時間[3]）
    - ATM「セブン銀行」（24時間）

  - E-NEXCO Wi-Fi SPOT（24時間）
- 喫煙所[4]
- 自動体外式除細動器（AED）[4]
- ウォークインゲート[4]
- ハイウェイスタンプ（24時間）[4]

## 隣
E51 東関東自動車道
(9-1/10)成田JCT/IC - (10-1)大栄JCT - 大栄PA - (11)大栄IC